# Camucuio
Camucuio é uma cidade e município da província do Namibe, em Angola.
O município tem 7 452 km² e cerca de 46 mil habitantes. É limitado a norte pelos municípios de Baía Farta e Chongorói, a leste pelo município de Quilengues, a sul pelo município de Bibala, e a oeste pelo município de Moçâmedes.
O município é constituído pela comuna-sede, correspondente à cidade de Camucuio, e pelas comunas de Mamué e Chingo.

## Etimologia
O nome "Camucuio" advém de um termo utilizado pelos povos mucubais, vindo da língua nhaneca. Ao vir de suas caças, passavam numa árvore chamada mucuio, dirigindo-se a ela como "ca-mucuio", no grau diminutivo da mesma palavra.

## História
Foi fundada em 11 de outubro de 1917 como empreendimento colonial para ocupação de terras.